# 兵庫県道473号広田洲本線
兵庫県道473号広田洲本線（ひょうごけんどう473ごう ひろたすもとせん）は、兵庫県南あわじ市から洲本市に至る一般県道である。

## 概要
南あわじ市広田広田から洲本市栄町2丁目に至る

### 路線データ
- 起点：南あわじ市広田広田（広田交差点、国道28号交点）
- 終点：洲本市栄町2丁目（栄町二丁目交差点、兵庫県道76号洲本灘賀集線交点、兵庫県道534号畑田組栄町線終点）
- 総延長：6.824 km
- 緊急輸送道路[1]：池田橋交差点 - 勤労センター前交差点

## 路線状況
広田交差点からしばらくは東にこの道は向かう。左手に緑郵便局・南あわじ市立広田小学校・南あわじ市立広田中学校を見ながら緩やかな坂道を登るとほどなく洲本市に入る。このあたりは2車線である。洲本市金屋地区、大野地区は1.5車線となり一部対向車とのすれ違いに難儀する箇所がある。この辺りより道は北に向かう。
洲本市宇原地区に入ると再び2車線の走りやすい道になる。途中から右手に洲本川の支流である樋戸野川が見え、しばらく併走する。この周辺には洲本市民グラウンドや洲本市立市民交流センターなどの施設がある。川沿いには桜が植えられ、花の季節には芽を楽しませてくれる。左手にローソン（閉店）や洲本市立青雲中学校が見えるあたりより再び道は細くなる。この付近の道沿いにはスーパーもあり、時間帯によっては混雑する。
左手に淡路信用金庫のある三差路（中島交差点）で兵庫県道474号下内膳物部線と交わる。中島交差点を左折すると兵庫県道474号下内膳物部線、右折すると兵庫県道473号広田洲本線である。信号機はあるが三方どちらも道が細いため、日中は混雑する。樋戸野川にかかる橋を渡り、左手奥に淡陽信用組合の赤い看板が見える手前の三差路を兵庫県道473号広田洲本線は左折する。この交差点には信号はなく、標識もない。
千草川にかかる橋を渡り、一灯式の信号機を過ぎると、道は一段と細くなる。徳島銀行洲本支店を右手に見てすぐに常盤交差点に出る。常磐交差点を左折し塩屋筋に入り、栄町2丁目交差点で兵庫県道76号洲本南淡線に交わる。右手奥にはイオンスタイル洲本がある。兵庫県道76号洲本南淡線の一部路線変更に伴い、常盤交差点 - 栄町1丁目交差点間（東→西の一方通行道路）が兵庫県道から洲本市道に変更され、代わりに常盤交差点 - 栄町2丁目交差点の塩屋筋の一部が洲本市道から兵庫県道に変更された。
宇原地区 - 栄町二丁目交差点（終点）間は兵庫県道534号畑田組栄町線と重複している。中島交差点 - 常磐交差点間、大型車（マイクロバスを除く）は常磐交差点→中島交差点の一方通行である。このためかつてこの線を走っていた淡路交通大野線の路線バスは、宇原・大野方面へは栄町一丁目交差点→常盤交差点→中島交差点の順路であったが、洲本方面へは中島交差点を左折して新加茂橋経由で洲本に向かっていた。

### 重複区間
- 兵庫県道534号畑田組栄町線（洲本市宇原 - 洲本市栄町2丁目・栄町二丁目交差点（終点））

### 道路施設

#### 橋梁
- 常盤橋（千草川、洲本市）

## 地理

### 通過する自治体
- 南あわじ市
- 洲本市

### 交差する道路
| 交差する道路                                                    | 市町村名   | 交差する場所 | 交差する場所            |
| --------------------------------------------------------------- | ---------- | ------------ | ----------------------- |
| 国道28号                                                        | 南あわじ市 | 広田広田     | 広田交差点 / 起点       |
| 兵庫県道534号畑田組栄町線 重複区間起点                          | 洲本市     | 宇原         |                         |
| 兵庫県道474号下内膳物部線                                       | 洲本市     | 物部2丁目    | 中島交差点              |
| 兵庫県道481号相川下清水線                                       | 洲本市     | 本町8丁目    |                         |
| 兵庫県道76号洲本灘賀集線 兵庫県道534号畑田組栄町線 重複区間終点 | 洲本市     | 栄町2丁目    | 栄町二丁目交差点 / 終点 |

### 沿線
- 緑郵便局
- 南あわじ市立広田小学校
- 南あわじ市立広田中学校
- 洲本市立大野小学校
- 洲本市スポーツセンター
- 洲本市立青雲中学校
- イオンスタイル洲本